# الكتلة الشعبية
الكتلة الشعبية أو كتلة سكاف بقيادة إلياس سكاف كتلة مكونة من 5 أعضاء (بما في ذلك عضو واحد في الاتحاد الثوري الأرمني في لبنان) في مجلس النواب اللبناني الذي ينسجم مع التيار الوطني الحر من 2005 إلى 2009. كان جزءا من المعارضة اللبنانية الحالية التغيير والإصلاح برئاسة ميشال عون. في عام 2009 خسر الحزب كل نوابه بعد انتصار تحالف 14 آذار في المنطقة. بعد وفاة إلياس سكاف في 10 أكتوبر 2015 تولت زوجته ميريام سكاف قيادة الحزب. خلال الانتخابات البلدية اللبنانية عام 2016 في زحلة فشل التحالف الانتخابي مع التيار الوطني الحر والقوات اللبنانية وقررت الكتلة الشعبية مواجهة الأحزاب المسيحية وقائمة نيكولاس فاتوش. كسر التحالف بالتأكيد مع كتلة التغيير والإصلاح.